# ريكاردو مارتينز بيريرا
ريكاردو مارتينز بيريرا (21 مايو 1986 بساو باولو في البرازيل - ) هو لاعب كرة قدم برازيلي في مركز الهجوم. شارك مع منتخب غينيا الاستوائية لكرة القدم. أما مع النوادي، فقد لعب مع أتلتيكو براغانتينو ونادي سي آر بي ونادي إيكاسا ونادي ميراسول ونادي ساو بيرناردو.

## وصلات خارجية
- ريكاردو مارتينز بيريرا على موقع الاتحاد الدولي (مؤرشف)  (الإنجليزية)
- ريكاردو مارتينز بيريرا على موقع قاعدة بيانات كرة القدم.إي يو (الإنجليزية)
- ريكاردو مارتينز بيريرا على موقع ناشيونال فوتبول تيمز (الإنجليزية)
- ريكاردو مارتينز بيريرا على موقع Soccerway.com (الإنجليزية)